# Paykan

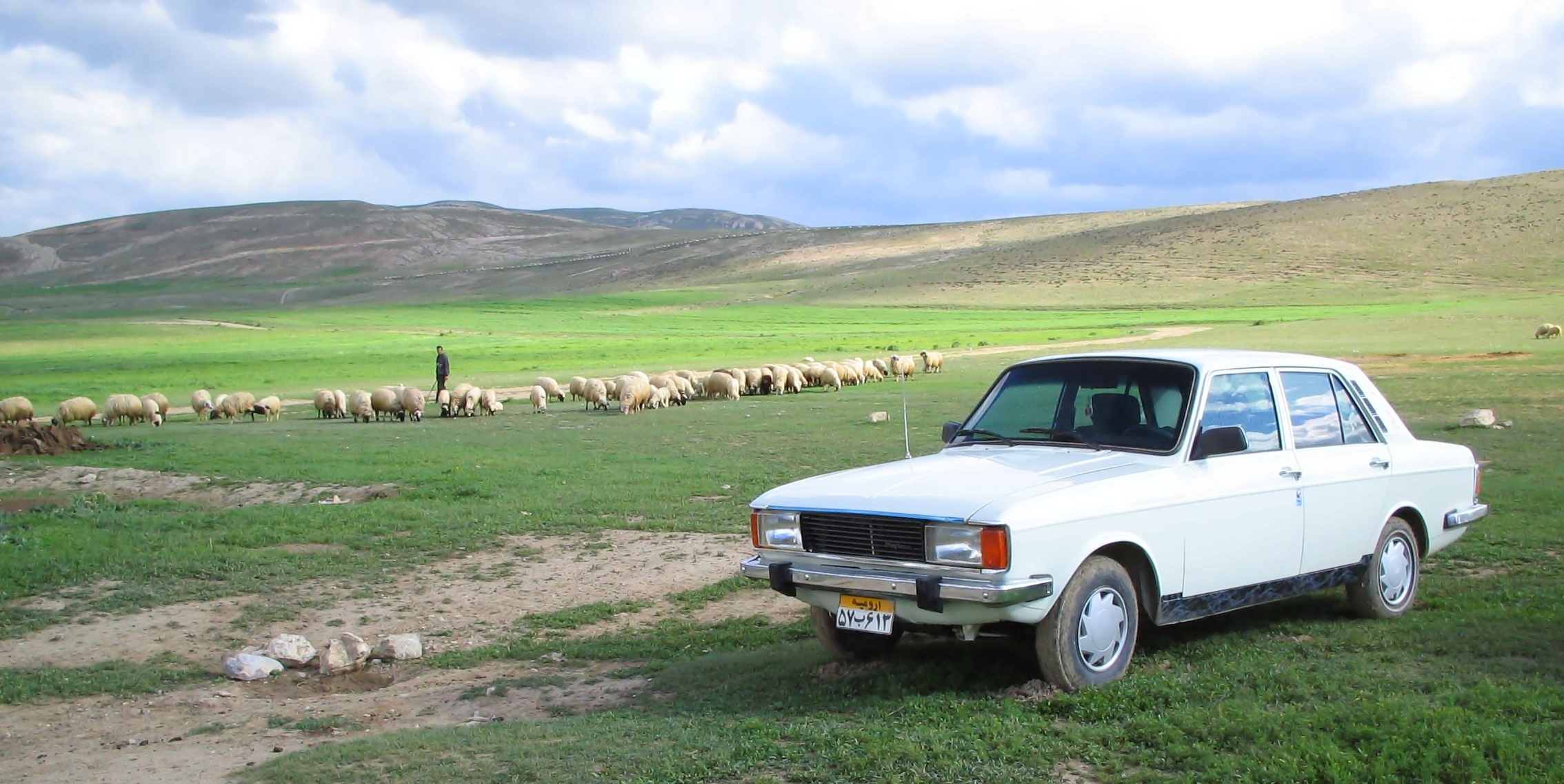
En Paykan i Iran

Paykan är en iransk bil, producerad av Iran Khodro (tidigare "Iran National").
1966 fick Iran Khodro licensen att producera Hillman Hunter-bilar. Den första bilen som byggdes 1967 kallades för Paykan och kom i två olika modeller: deluxe och standard. Redan samma år utökades produktionslinjen med Paykan pickup och Paykan taxi. En annan variant av bilen hette peykan JAVANAN, hade två förgasare och var lite snabbare än de andra bilarna. "Javanan" betyder "ungdomar" och mycket riktigt var bilen mest populär bland just ungdomar. Paykan har körts av nästan 40% av Irans befolkning, men slutade att tillverkas i maj 2005. Anledningen var dess dåliga miljövärden. Paykan betyder ”Pil” på persiska. En ny Paykan kostade runt 3 260 pund.